# Candice Lill
Candice Lill (* 15. Februar 1992 in Durban als Candice Neethling) ist eine südafrikanische Mountainbikerin, die im Cross-Country aktiv ist.

## Sportlicher Werdegang
Als Juniorin trat Lill erstmals bei den Mountainbike-Weltmeisterschaften 2009 international in Erscheinung, als sie die Bronzemedaille im Cross-Country XCO gewann. Nach dem Wechsel in die U23 startete sie ab 2011 regelmäßig im U23-Weltcup, 2012 erreichte sie in Windham mit dem dritten Platz ihr bestes Ergebnis. In der Saison 2012 wurde sie auch erstmals Afrikameisterin im XCO, bei den Olympischen Sommerspielen 2012 in London belegte sie den 28. Platz im Cross-Country.
Nach der Saison 2014 zog sich Lill aus dem internationalen Renngeschehen zurück und startete fast ausschließlich bei Rennen in ihrer Heimat. Erst in der Saison 2019 kehrte sie mit Unterstützung des Brujula Bike Racing Teams auf die internationale Bühne zurück. Seitdem startet sie regelmäßig im Weltcup mit dem 11. Platz im Short Track in der Saison 2012 in Val di Sole als bestem Einzelergebnis. 2021 wurde sie erneut für die Olympischen Sommerspiele nominiert, wo sie den 24. Platz belegte. Als regelmäßige Teilnehmerin an der Cape Epic kam sie 2019, 2021, 2022 und 2023 auf den jeweils zweiten Gesamtrang.
2023 wurde zu Lills bisher erfolgreichster Saison mit insgesamt drei nationalen Titeln, zwei Titeln bei den Afrikameisterschaften und der Silbermedaille bei den Mountainbike-Marathon-Weltmeisterschaften 2023 in Glasgow. 2024 wurde sie wiederum zweifache Afrika-Meisterin und Landesmeisterin. Im UCI-Mountainbike-Weltcup 2024 stand sie mit zweiten und dritten Plätzen in Les Gets und Val di Sole erstmals auf dem Podium, bevor sie bei ihrer dritten Olympiateilnahme 2024 auf den 20. Platz kam.

## Familie
Candice Lill ist mit dem ehemaligen südafrikanischen Radrennfahrer Darren Lill verheiratet.

## Erfolge
| 2009 - Weltmeisterschaften (Junioren) – Cross-Country XCO 2010 - Südafrikanische Meisterin (Junioren) – Cross-Country XCO 2011 - Afrikameisterin (U23) – Cross-Country XCO 2012 - Afrikameisterin – Cross-Country XCO 2013 - Afrikameisterschaften (U23) – Cross-Country XCO 2014 - Afrikameisterin (U23) – Cross-Country XCO 2019 - Südafrikanische Meisterin – Cross-Country XCO - Afrikameisterschaften – Cross-Country XCO 2021 - Südafrikanische Meisterin – Cross-Country XCO - Südafrikanische Meisterin – Einzelzeitfahren (Straße) 2022 - Commonwealth Games – Cross-Country XCO - Afrikameisterschaften – Cross-Country XCO 2023 - Südafrikanische Meisterin – Cross-Country XCO, Short Track XCC und Marathon XCM - Afrikameisterin – Cross-Country XCO und Short Track XCC - Weltmeisterschaften – Marathon XCM 2024 - Südafrikanische Meisterin – Cross-Country XCO, Short Track XCC - Afrika-Meisterin – Cross-Country XCO, Short Track XCC |